# Peščeni grad
Peščeni grad je slovenski črno-beli dramski film iz leta 1963 v režiji in po scenariju Boštjana Hladnika. Film spremlja dva fanta, ki se ob poti borita za naklonjenost dekleta. Leta 1963 je Janez Kališnik prejel Nagrado Prešernovega sklada za fotografijo v filmu. Prikazan je bil na 23. ljubljanskem mednarodnem filmskem festivalu v kategoriji »Retrospektiva: Film ceste«.

## Igralci
- Janez Albreht kot zdravnik
- Milena Dravić kot Milena
- Ali Raner kot Ali
- Špela Rozin kot Špela
- Ljubiša Samardžić kot Smoki